# Microgomphus nyassicus
Microgomphus nyassicus är en trollsländeart som först beskrevs av Karl Grünberg 1902.  Microgomphus nyassicus ingår i släktet Microgomphus och familjen flodtrollsländor. IUCN kategoriserar arten globalt som livskraftig. Inga underarter finns listade i Catalogue of Life.